# Гурзуван
Гурзуван, Гурзиван или Джурзуван — средневековый город Южного Туркестана, который был разрушен в середине XVIII века и находился вблизи города Талукан.

## История
О времени его основания сведения отсутствуют. Марквардт помещает его на месте древнего Кундирама, расположенного в четырёх днях пути к югу от Шебергана, что, как полагают современные учёные, соответствует истине. По словам анонимного персидского географа, это был небольшой благоустроенный город, летняя резиденция Феругинидов (864—1019), правителей Гузгана.
Во время Гуридов (1148—1206) Гурзуван — центр одноимённой области, равнозначный таким, как Гарчистан, Талькан (Чечекту), Кадис и Гармсир. По свидетельству Джузджани, в Гурзуване находился наместник Гуридов, носивший титул малик. Один из них малик Хусайн Хармиль, командовал авангардом армии Гуридов.
В. В. Бартольд упоминал о наместнике Гурзивана военачальника Туркен, который во время третьего похода Амира Тимура на Хорезм намеревался помочь Юсуфу Суфи, но до прибытия Тимура покинул берег Амударьи и вернулся в своё наместничество, где поднял восстание.
Положение окружного города Гурзуван сохранил и в последующее время. В XV — первой половине XVIII века ему были подвластны много селений и деревень и в том числе твкие крупные, как Биль, Захим, Пульчираг, Хирас-и джуган, Дарайи занг, Абшар, Акбулак, Тегабшан, Кара йагач, Таш джуван и другие. Бабур приводит отрывок из грамоты Хусейна Байкара, направленной в 1503 году с вторжением в Хорасан Мухаммеда Шейбани, где в частности говорилось: «Бади аз-Заман Мирза пусть оставит в крепостях Балха, Шапургана и Андхуда сильных людей, а сам укрепляет Гурзуван, Дара-йи занг и всю эту горную страну». Следовательно, не только Гурзуван, но и Дара-йи занг были значительной местностью и имели крепостные укрепления. Необходимо отметить, что Махмуд ибн Вали, описывая округ Гурзуван, говорит, что деревни и селения его входят в состав тегабов и сада. Термин тегаб встречается и в юридических документах (вакф-наме) XVI века, а местное население Гурзувана, Кайсара и других горных районов Афганского Туркестана и сейчас так называет ущелье. В аналогичном значении этот термин бытует у горного населения северной части Кашкадарьи. Что касается сада (сотня), то со времени Чингиз-хана и монголов данным термином называли и конный отряд из 100 воинов, а также горную деревню, состоящую не менее чем из 100 домов. Отсюда видно, что подвластные Гурзувану селения и деревни находились в основном в горах и ущельях.
В средние века Гурзуван занимал обширную территорию: на юге он граничил с Дерзабом, на востоке — с Сан-у чехарйаком, Гуром и Гарчистаном, а на северо-западе — с Алмаром и Кайсаром Меймене. Во времена Надир Мухаммада, в 1630—1631 годы, Гурзуван входил в удел (икта) Абдулазиз-султана; здесь сидел его наместник.
В середине XVIII века город был разрушен, и развалины его видел ещё Иет, назвавший их Кала-йи Вали. С этого времени возвысился Пульчираг, ставший впоследствии центром округа.
Согласно источникам, территория Гурзивана входило в состав Андхойского ханства.